# Gerrit Jan Vos
Gerrit Jan Vos (Naarden, 26 september 1863 - Heiloo, 29 maart 1948) was een Nederlands architect te Bussum. 

## Leven en werk
Vos was verantwoordelijk voor een groot aantal objecten in Bussum in de periode 1900-1938 in een eclectische stijl, waaronder een aantal rijksmonumenten. Daaronder bevinden zich Villa Tindal in Bussum, 'Villa Frisia' (eind 19e eeuw) en 'Villa Amalia', ook genoemd Huis met de Beelden (1902).
Van 1902 tot 1928 was hij tevens directeur van de 'Gemeentelijke Teekenschool' te Bussum, waar hij onder meer leermeester van Jan Rebel was.

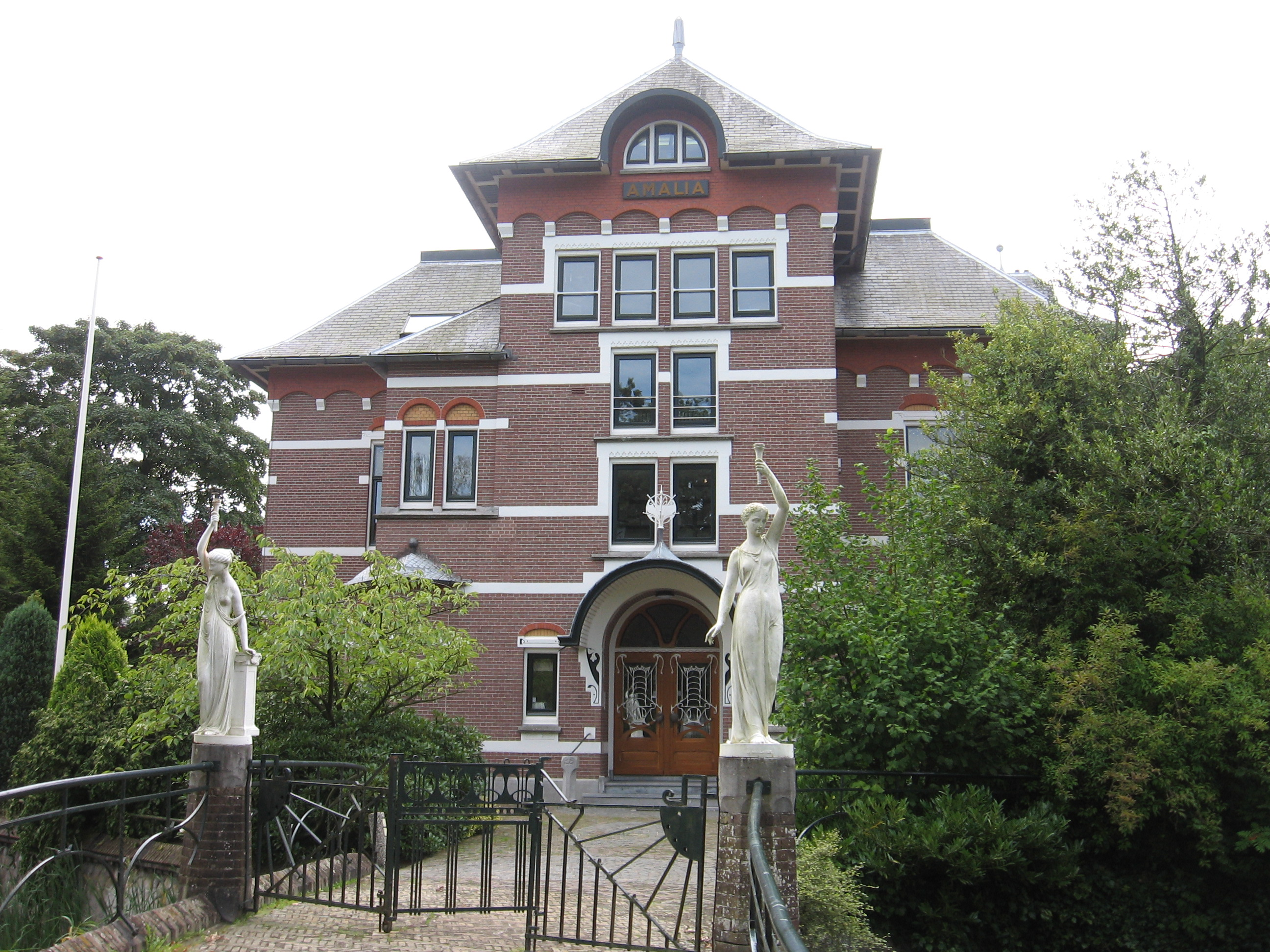
Villa Amalia